# 语言系属分类
语系（又称“语言分类法”、“语言分类系统”）是指针对语言的“家族”和特点进行分类的方法。

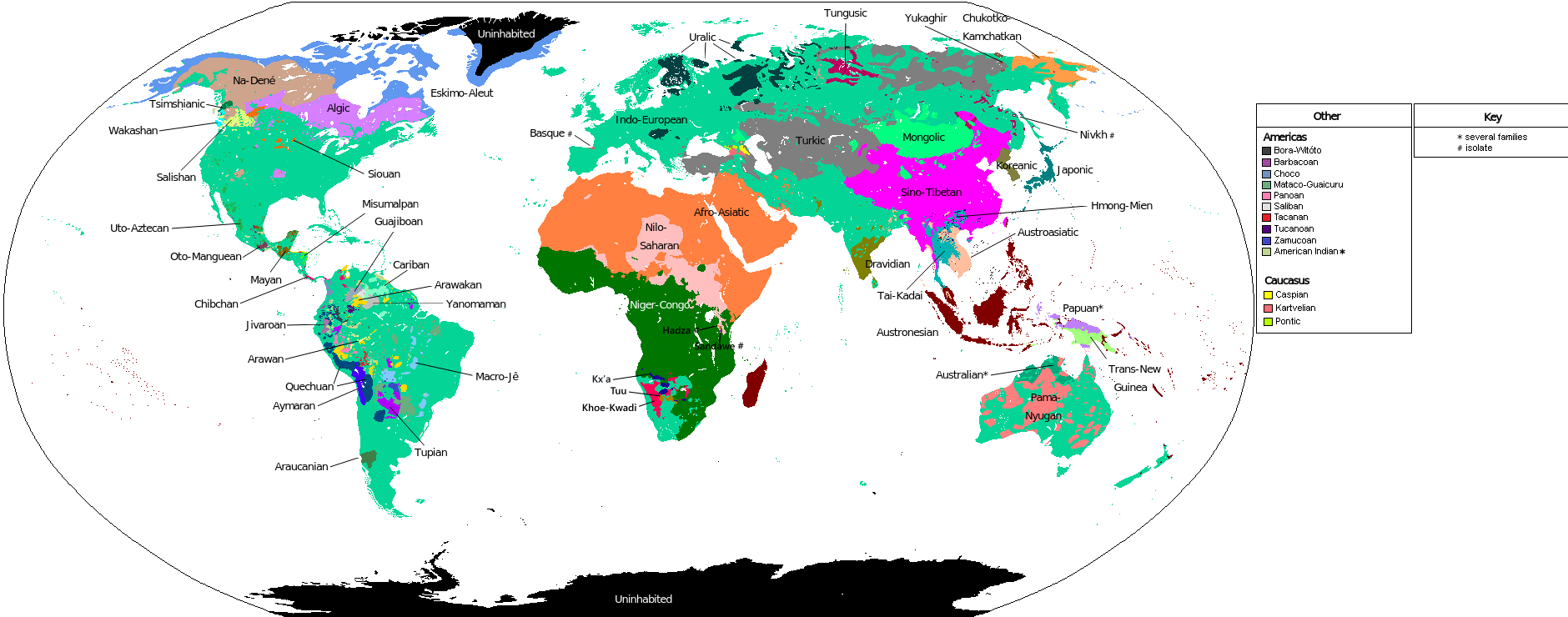
世界各语系的分布图

该方法是根据语言的历史来源，按照语言的亲属关系对语言进行的分类。谱系分析分类的基本方法是历史比较法，这种分类法在十九世纪欧洲的历史比较语言学中得到了广泛的运用。该分类法主要依据某一共同母语（又称原始母语）在分化过程中保留下来的共同特征（语音、词汇、语法等方面的共同成分）对语言进行归类。语言学家对若干种语言进行分析，发现这些语言具有共同的成分，或发现这些语言的某些语言现象的演变有规律可循。根据这些特点，进一步推断出它们有共同的母语，从而得出这些语言跟这一共同的母语有谱系关系的结论。
由于语言的分类是复杂的，需要对历史、语法、词语、演化、跨语言关系等多方面进行考虑，需要涉及历史语言学、词汇学之类的语言学分支学科，不能只通过文字、词汇、使用地判断。另外，语言和文化一样，都是“液态”的，而不是“固态”的，语言之间会相互影响，因此针对语言的分类是相当复杂和漫长的，并带有很多争议和讨论。
该方法一般只对自然语言进行分类，而不考虑人工语言。
当没有适合的分类单元可以用作后缀时，习惯称为“诸语言”，例如：巴布亞諸語言。

## 目的
全世界现存的语言大約有7000多種，对这些语言分门别类可以让人们更清晰、深入和正确地了解到彼此间的联系，而不局限于表面联系。
如果不利用本方法并配合历史语言学、比较语言学、词汇学和词源学的研究，可能难以发现：
- 波兰语和俄语属于斯拉夫语支，尽管前者使用拉丁字母，后者使用西里尔字母；
- 匈牙利语和芬兰语在欧洲使用，也使用拉丁字母，然而它们是乌拉尔语系，和印欧语系关系甚远；
- 印地语和乌尔都语高度相近，尽管前者使用天城文，后者使用波斯-阿拉伯字母。
- 巴斯克语是孤立语言[3]，意味着该语和其他西班牙语言、欧洲语言和世界语言都没有关系。
- 缅甸语和汉语均为汉藏语系的关系[4]，比泰語和高棉語的关系更近，雖然同為東南亞語言。

语言学上语言之间的演化关系可以反应政治和文化历史，印地语（受梵语影响较深）和乌尔都语（受阿拉伯语影响较深）都是印度斯坦语的后裔，口语有一定的互相理解能力；俄语和乌克兰语大同小异，因为俄罗斯人和乌克兰人均为东斯拉夫人；南非语是荷兰语的直系后代，前者是荷兰语在南非演化的变体，而南非过去是荷兰的殖民地（见南非历史）。

## 具体方法

### 词汇
以下词语均是“父亲”的意思：
- 英语：father
- 拉丁语：
- 法语：
- 德语：
- 西弗里斯兰语：
- 芬兰语：
- 希伯来语：אַבָּא‬

上面四个都是印欧语系（全部来自原始印欧语*ph₂tḗr）。 在英语和德语中，可以在其中发现 /p/, /f/ 符合“格林定律”（德语的 v 代表发音/f/）。该定律只在日耳曼语支里大规模出现。
第五个来自原始日耳曼语。后两者中的芬兰语是乌拉尔语系的，希伯来语是亚非语系的。

#### 斯瓦迪士核心词
《斯瓦迪士核心词列表》的词语几乎存在于世界上每一门语言，均为最基础的单词，因此甚少使用外来语。通过对多个词语进行对照可以进行比对来发现彼此的关系。

#### 例：马来语和印度尼西亚语（南岛语系 >马来·波利尼西亚）
| 马来   | 印尼    | 翻译 |
| ------ | ------- | ---- |
| aku    | aku     | 我   |
| kamu   | kamu    | 你   |
| sini   | di sini | 这里 |
| banyak | banyak  | 全部 |

上述是马来语和印尼语的4个基本词语，可见十分相似，这是因为该二种语言相当相近，一定程度上可以互相猜懂。这两种语言（均使用 bahasa 来自梵语  ）的区别主要在于：马来语受英语影响较大，而印尼语受荷兰语影响较大。

#### 例：俄语和乌克兰语（印欧语系 >斯拉夫语族>东斯拉夫语支）
| 俄罗斯 | 乌克兰 | 翻译 |
| ------ | ------ | ---- |
| я      | я      | 我   |
| ты     | ти     | 你   |
| он     | він    | 他   |
| мы     | ми     | 我们 |

俄语和乌克兰语也高度相似，其中表示“他”的词同样来自古斯拉夫语"onъ"。

### 语法
语法也是一个重要因素，例如各个语言的性、数、格、时、屈折、句法。
北日耳曼语支的“无色的绿色想法疯狂地睡了。”（英語：Colorless green ideas sleep furiously）的语法比较，粗体表示动词：
丹麦语：
书面挪威语：
瑞典语：
冰岛语：
其中 sover 均来自原始印欧语*swefaną。

### 历史、地理
很多语言会被分类在一起的原因是因为发源地和主要使用地的地理位置（例：南亚语系主要在南亚使用），因为如此一来民族间也更容易产生影响；但这不是绝对的要求，例如马耳他语并未因其在欧洲的使用位置而划入印欧语系，却被归类在亚非语系之下；该语言和阿拉伯语的关系更亲近。这个方面有一门分支学科为“地理语言学”。

## 从上至下
简单来说，一个语系的下一级分类单元称为“语族”，语族的下一级分类单元称为“语支”，语支下为具体的语言，大致可分为三层。如英语属于印欧语系日耳曼语族西日耳曼语支。在英语中，通常只需使用  就足够了，不需要强调层级。
| 级别 | 规模 | 后缀 | 英语            | 例子                                       | 备注                                 |
| ---- | ---- | ---- | --------------- | ------------------------------------------ | ------------------------------------ |
| 1    | 最大 | 语系 | language family | 印欧语系、汉藏语系、南岛语系               | 会被划入同一个语系的有共同的祖语言   |
| 2    | 中等 | 语族 | language group  | 日耳曼语族、罗曼语族、斯拉夫语族、藏缅语族 |                                      |
| 3    | 最小 | 语支 | language branch | 西日耳曼语支、西伊比利亞語支、东斯拉夫语支 | 即使是在该层的语言之间通常也不能互通 |

### 示例
以下分类是维基百科条目里的分类，不同人可能会有不同的分类方法。

#### 法语
法语的分类比较复杂，主要是因为此语言是先发展成拉丁语后再发展而来的：
| 印欧语系 - 意大利语族 - 罗曼语族 - 意大利-西罗曼语支 - 西罗曼语支 - 高卢-罗曼语支 - 奥依语 - 法语 |

#### 现代标准汉语
很多中国学者认为汉藏语系里的语言是“方言”。
| 汉藏语系 - 汉语族 - 汉语 - 官话 - 北京官话 - 现代标准汉语 |

### 拓展
语言分层情况可能远多于这三层结构（常见于拉丁语后裔、前殖民地产生的混合语），因此也有“亚语族”、“亚语支”等分类单元。有人提出在语族和语支之间增设“语群”，在语支和语言之间增设“语组”或“语团”。而在語系之上，則有「超語系」、「大語系」，或稱為「語門」，语系之上的研究工作始于20世纪末期，目前存在较大争议。

### 错误用法
“拉丁语系”、“日耳曼语系”是非专业的常见的错误用法，可以使用“诸语”替代。

### 祖语
在完成分类后，学者将会利用现有资料重建一门新的“原始语言”，例如原始印欧语。

## 特殊情况

### 孤立语言
孤立语言是指被认定和其他语言不存在已知的演化关系的语言，例如西班牙的巴斯克语和克什米爾的布鲁夏斯基语。

### 克里奥尔语
克里奥尔语不是一种特定的语言，而是两个或以上混合的语言，具备多种语言的特征并时常简化。

### 語言聯盟
語言聯盟（德语：Sprachbund）是一個擁有多種具有共同語言結構的語言的地理區域。語言聯盟的一個例子是分布在印度次大陸上的語言。

## 方言或语言
原则上，现代語言分類學将两者在语言学意义上（不考虑逻辑和知识性）可以相互明白的视为同一种语言，不能相互听懂的视为不同语言。同一种语言还可再细分为不同的方言，各方言间可相互听懂但存在一些差别。
但在实际运用中，受习惯、传统、政治和文化等方面因素的影响，“语言”与“方言”间的区分常常不符合上述定义：

### 在中国
中国政府通常将闽语、粤语、瓯语、瓦乡话、湘语、赣语、客家话等除了普通话以外的其他汉语族语言称为方言。，而其子语言被稱为“片”，如閩南語的潮汕片、漳泉片，粤语的粤海片、莞宝片等。“方言”在中国通常只是一个政治概念，等同“地方语言”，又称“白话（英语：vernacular）”、“土话”和“地方话”，指区别于官方标准语的、限于某一地区使用的语言，并不考虑语言间的互相理解性；只有在对译了近代西方语言学的 dialect 之后，“方言”一词才有了以口头互通性为区分的含义。

### 在日本
日本通常将津軽弁、沖繩、八重山、奄美語称作方言（日语：／ hōgen）。

### 在德语国家
德语方言（Dialekt）主要分为高地德语和低地德语。高地德语是现代标准德语的基础。德语是一门多中心语言，在三个国家（ - 德国、奥地利和瑞士）有三种书写规范，尽管三者非常相近。德语方言的差异主要在发音。

### 其他
而能大量互通的前南斯拉夫的塞尔维亚语、克罗地亚语、波斯尼亚语、黑山语，伊利比亚半岛的西班牙语、葡萄牙语，从德国北部低地到荷兰的低地德语、荷兰语则因政治原因被称作不同语言。

## 列表
世界上語系數量的估計可能差異很大。據《民族语：全世界的语言》（Ethnologue）估算，現存人類語言有 7,151 種，分佈在 142 個不同的語系中。 Lyle Campbell (2019) 則總共劃分了 406 個獨立語系，包括孤立語系。以下分別以母語使用人口及語言種類的數量兩方面為語系作排序：

### 以母语使用人口排列
1. 印欧语系（約32億）
2. 汉藏语系（約15億）
3. 尼日尔-刚果语系（約8億）
4. 亚非语系（約5億）
5. 南岛语系（約2.7億）
6. 达罗毗荼语系（約2.5億）
7. 突厥语系（約2億）
8. 南亚语系（約1.2億）
9. 日本语系（約1.2億）
10. 壮侗语系（約9300萬）
11. 朝鲜语系（約8100萬）
12. 尼羅-撒哈拉語系（約7000萬）
13. 乌拉尔语系（約2500萬）
14. 苗瑶语系（約1000萬）
15. 克丘亞語系（約720萬）

### 以语言种类多少排列
以《民族语：全世界的语言》“Ethnologue”（2024）分类，种类最多的15个语系如下，不包含孤立語言（104種）、手語（159種）、克里奧爾語（92種）、皮欽語（17種）、未分類語言（56種）：
1. 尼日尔-刚果语系（1552种语言）
2. 南島語系（1256种语言）
3. 跨新几内亚语系（481种语言）
4. 汉藏语系（458种语言）
5. 印欧语系（454种语言）
6. 澳大利亞原住民語言（384种语言）[註 1]
7. 亚非语系（382种语言）
8. 尼罗-撒哈拉语系（210种语言）
9. 歐托-曼格語系（179种语言）
10. 南亚语系（167种语言）
11. 壮侗语系（91种语言）
12. 达罗毗荼语系（85种语言）
13. 图皮语系（76种语言）
14. 猶他-阿茲特克語系（63種語言）
15. 托里切利語系、阿拉瓦克語系（57种语言）

### 其他
- 语言学
- 语言分类学
- 历史语言学
- 词源学
- 祖语
- 原始印欧语
- 语言历史

## 延伸閱讀
- Boas, Franz. . Bureau of American Ethnology, Bulletin 40. Volume 1. Washington: Smithsonian Institution, Bureau of American Ethnology. 1911. ISBN 0-8032-5017-7.
- Boas, Franz. (1922). Handbook of American Indian languages (Vol. 2). Bureau of American Ethnology, Bulletin 40. Washington: Government Print Office (Smithsonian Institution, Bureau of American Ethnology).
- Boas, Franz. (1933). Handbook of American Indian languages (Vol. 3). Native American legal materials collection, title 1227. Glückstadt: J.J. Augustin.

## 外部連結
- 世界主要語系列表及介紹（页面存档备份，存于）